# Rinat Dasajev
Rinat Dasajev (rus. Ринат Файзрахманович Дасаев) (Astrahan, 13. lipnja 1957.) bivši sovjetski nogometni vratar. Po etničkoj pripadnosti je Tatar. 
Igrao je na tri Svjetska prvenstva (1982., 1986. i 1990.), na Europskom prvenstvu 1988. (2. mjesto) i na Olimpijskim igrama u Moskvi 1980. s reprezentacijom SSSR-a s kojom je osvojio brončanu medalju. Smatra se drugim najboljim ruskim vratarom nakon Lava Jašina i jednim od najboljih vratara svijeta u osamdesetima. Proglašen je najboljim vratarom svijeta 1988. godine u izboru IFFHS-a. Proglašen je najboljim sovjetskim vratarom 1980., 1982., 1983., 1985., 1987. i 1988. te najboljim sovjetskim nogometašem 1982. godine. Drugi je po broju nastupa za reprezentaciju SSSR-a iza Olega Blohina.
Prema anketi Međunarodnog instituta za nogometnu povijest i statistiku (IFFHS) bio je na 17. mjestu najboljih svjetskih nogometnih vratara stoljeća. Nalazi se na popisu FIFA 100 (brazilski nogometaš Pelé, odabrao je "najveće živuće nogometaše" 2004. godine). Imao je nadimke "željezna zavjesa" i "mačka".